# Cosròides
Els Cosròides (en georgià: ხოსრო[ვ]იანი, Khosro[v]iani) foren els membres d'una dinastia de reis i a continuació de prínceps-primats (i.e. erismtavari) d'Ibèria i que van regnar a l'inici del segle iv fins al segle ix en la regió coneguda a continuació sota el nom de Kartli.
D'origen iranià, els cosròides podrien ser un llinatge sortit de la casa de Mihran (d'on van sortir també els mihrànides). La dinastia es convertí al cristianisme cap al 337 i va intentar mantenir un cert grau d'independència entre l'Imperi Romà d'Orient i els sassànides. Després de l'abolició de la monarquia a Ibèria pels sassànides cap al 580, la dinastia es va mantenir en dos llinatges nobiliaris rivals, de vegades en competició, la branca major, dita pròpiament els « cosròides » i la menor anomenada els «Guaràmides », fins al començament del segle ix, quan la successió del tron d'Ibèria va passar al llinatge georgià dels Bagràtides.

## Orígens
Segons les primeres tradicions medievals georgianes, el primer rei cosròida, Mirian o Mihran (regna 284-361), accedeix al tron gràcies al seu matrimoni amb una princesa ibera hereva de l'últim arsàcida georgià Aspagur. Hauria estat imposat sobre el tron d'Ibèria pel seu pare que les Cròniques georgianes nomenen « Chosroes, Gran Rei d'Iran ».
Degut a la situació dominant dels sassànides a aquesta època en la regió, tot fa pensar que la dinastia reial d'Ibèria estava ben lligada als sassànides; tanmateix, l'enllaç de parentiu exacte entre les dues dinasties roman incert. El nom de « Chosroes » (o Khosrav) no fou utilitzat per la dinastia dels sassànides fins al segle vi i els annals georgians han interpretat el nom del pare de Mirian « Chosroes » com un terme tenint el significat general de « Rei ». Cyrille Toumanoff suggereix que els cosròides eren de fet un llinatge sortit de la casa dels mihrànides, una de les famílies de prínceps parts incloses en els set grans clans parts, emparentada als sassànides, i dels quals altres branques van accedir a continuació als trons de la Gogarene i de Gardman, dos principats caucàsics on es barrejaven les tres nacions dels armenis, aghouans i georgians.
L'historiador georgià Guiorgui Melikichvili dubte no obstant això de l'origen iranià dels cosròides i els considera com una dinastia local que s'hauria inventat un ancestre mític estranger, cosa que no és pas una pràctica inhabitual en les genealogies feudals. Per aquest sistema, la tradició georgiana hauria magnificat l'origen de Mirian fent d'ell el fill del Gran-Rei d'Iran.

## Els primers cosròides
L'ascensió del llinatge dels mihrànides sobre els trons caucàsics és de fet a el resultat de les victòries dels sassànides sobre el poder subsistents a la regió de la dinastia dels arsàcides, del qual el llinatge armeni fou en endavant vassall i el d'Ibèria s'acabava d'extingir. Com vassall del Gran Rei iranià, Mirian III, el fundador de la dinastia cosròida, participa en la guerra entre els sassànides i l'Imperi Romà.
No obstant això, després de la signatura de la pau de Nisibis el 298, Roma va reconèixer la sobirania de Pèrsia sobre l'est de Geòrgia però també Mirian com rei de Ibèria. Mirian es va adaptar ràpidament a l'evolució de la situació política del Caucas i va establir llaços estrets amb Roma. Aquest acostament fou reforçat després de la conversió per la missionera cristiana, Nino, del rei Mirian, de la seva esposa Nana, i dels membres de la seva cort al cristianisme vers el 337.
Tanmateix, els sassànides prosseguiren el seu combat amb Roma amb la finalitat de mantenir la seva influència sobre Ibèria, aconseguiren dipositar Sauromaces II d'Ibèria, el successor romanòfil de Miriam, i el seu reemplaçament el 361 pel pro-iranià « Aspacures II », identificat per Cyrille Toumanoff amb el rei Varaz-Bakur I de la tradició georgiana. L'emperador romà Valent intervingué immediatament i va restaurar Sauromaces II sobre el seu tron l'any 370, encara que el fill i successor de Aspacures II, Mihrdat III, obtingué el dret de conservar el control de la part oriental del regne.
No obstant això, després de l'enfonsament de la potència romana consecutiu a la batalla d'Adrianòpolis el 378, els sassànides imposaren les seves reivindicacions de sobirania reunificant Ibèria sota l'autoritat de Mihrdat III. És llavors que comencen a exigir el pagament d'un tribut pel país.
Els romans van haver de formalitzar la pèrdua de la seva influència a Ibèria en el moment del tractat d'Acilisene conclòs amb l'Iran el 387. L'avenç de la influència iraniana a l'est de Geòrgia, incloent-hi el desenvolupament del zoroastrisme, fou combatut per l'Església cristiana i una part de la noblesa. La invenció de l'alfabet georgià és, com a l'Armènia contemporània, un vector essencial de la propagació de la cultura greco-llatina i de la religió cristiana, i el resultat més important d'aquesta lluita.
Els reis cosròides d'Ibèria, encara que cristians, romanien generalment fidels als seus sobirans iranians fins a Vakhtang Cap de Llop, que és potser el més cèlebre rei cosròida d'Ibèria i que és tradicionalment considerat com el fundador de la capital de la Geòrgia moderna, Tbilisi. Vakhtang I va modificar l'orientació política de Geòrgia el 482 quan alineà el seu país i la seva Església nacional sobre la línia política de l'Imperi Romà d'Orient, sobretot aliant-se amb el príncep armeni Baanes Mamiconi en una revolta oberta contra els sassànides. Prossegueix fins al final de la seva vida un combat desesperat i sense èxit contra l'hegemonia sassànide.

## Els últims cosròides
Després de la mort de Vakhtang I el 522, la família dels cosròides comença a declinar i no exerceix ja el seu poder més que una part reduïda d'Ibèria, mentre que, des de Tbilisi, els virreis iranians governen el país amb l'acord tàcit dels prínceps de la noblesa local.
Quan Bakur III d'Ibèria va morir el 580, els sassànides aprofitaren l'oportunitat d'abolir la monarquia sense trobar resistència de l'aristocràcia ibera. Desposseïts de la corona reial, els hereus de Vakhtang I romanen en la seva muntanya-fortalesa de Kakhètia el llinatge major dels cosròides, mentre que la branca jove, els guaràmides, es mantenien a Klardjètia i Javakhètia.
Un membre d'aquest llinatge, Guaram I d'Ibèria, es va amotinar el 588 contra la sobirania dels sassànides i va proclamar la seva lleialtat a l'emperador romà d'Orient Maurici, que li va concedir la dignitat de curopalata. Arriba a restaurar l'autonomia d'Ibèria rebent el títol de « príncep-primat », un arranjament acceptat per Pèrsia en el moment del tractat de pau de Tiflis del 591 que va dividir Ibèria entre romans d'Orient i perses.
El fill i successor de Guaram I, Esteve I d'Ibèria, encara que cristià ortodox, va transferir la seva lleialtat als sassànides i va reunificar Ibèria, cosa que va suposar una reacció vigorosa de l'emperador romà d'Orient Heracli que, aliat amb els khazars, va fer campanya a Ibèria i prengué la ciutat de Tiflis després d'un setge difícil l'any 627. Els khàzars van matar Esteve, i Heracli va concedir el seu càrrec al cosròida pro-romà d'Orient el príncep Adarnases de Kakhètia.
Reinstal·lada per Heracli, la dinastia cosròida va conservar la seva aliança amb Constantinoble, però Esteve II d'Ibèria es va veure obligat de reconèixer-se tributari del califat àrab que havia esdevingut la potència dominant a la regió després de l'eliminació dels sassànides. Després de la mort d'Adarnases II d'Ibèria, el llinatge rival dels guaràmides, amb Guaram II d'Ibèria, reprèn el poder i la branca major dels cosròides va retornar al seu feu de Kakhètia, on va produir membres eminents com Artxil I el Màrtir, proclamat sant per l'Església ortodoxa georgiana després d'haver estat martiritzat pels musulmans l'any 786.
Després de la mort d'Artxil, el seu fill gran Ioane de Kakhètia es va retirar en la regió d'Ègrissi, a l'oest de la Geòrgia que restava sota domini romà d'Orient, mentre que el seu germà petit Juansxer I de Kakhètia, restava en aquest país on es va casar amb Latavri, filla del príncep Adarnases I de Tao, duc de Taoklardjètia, el fundador de la dinastia georgiana dels Bagràtides.
El llinatge principal dels cosròides no va sobreviure més de dos decennis a la branca menor dels Guaràmides, extingida l'any 786. Va desaparèixer també després de la mort de Juanxer cap al 807. Les possessions cosròides de Kakhètia foren usurpades per dinastes locals que formen la successió dels anomenats «corbisbes» fins al segle xi, mentre que els estats dels guaràmides passaren per herència als seus parents de la dinastia bagràtida.